# 上越市立戸野目小学校
上越市立戸野目小学校（じょうえつしりつとのめしょうがっこう）は、新潟県上越市戸野目にある公立小学校である。

## 教育目標
やさしい子 考える子 健やかな子

## 学校行事
| - 4月 始業式・入学式 - 5月 - 6月 | - 7月 - 8月 - 9月 | - 10月 - 11月 - 12月 | - 1月 - 2月 - 3月 終業式・卒業式 |

## 通学区域
- 上越市[2]
  - 四ケ所、西市野口、戸野目古新田、門田新田、戸野目、平成町、市野江、桐原、本道、荒屋、虫川、下野田、長面、上野田、四辻町、下池部及び上池部

## 進学先中学校
- 上越市立雄志中学校

## 交通
- えちごトキめき鉄道妙高はねうまライン高田駅より徒歩1時間